# Animació d'esquelet

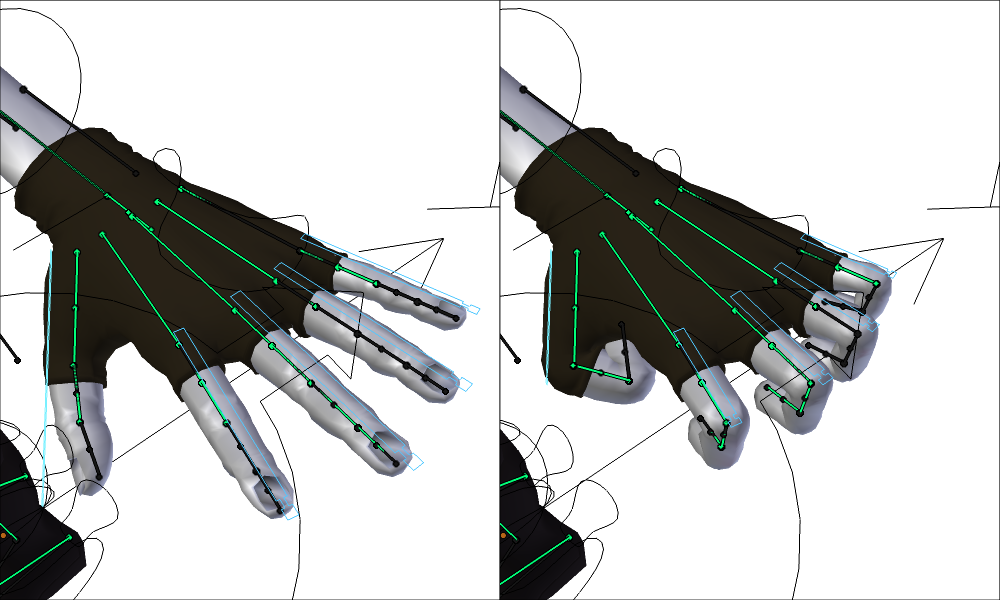
Exemple d'aparellament d'una mà: els ossos són de color verd i controlen la deformació de la pell (en gris) per doblegar els dits.

L'animació d'esquelet, o skeletal animation en la seva denominació en anglès, és un mètode d'animació per ordinador àmpliament utilitzat en la creació de gràfics 3D per ordinador.
Aquesta tècnica d'animació descompon els personatges en una representació tridimensional de la seva superfície, anomenada "malla" o "pell" (mesh/skin en anglès), i un esquelet intern (skeleton o rig en anglès) compost per un conjunt jeràrquic d'ossos virtuals utilitzat per controlar les deformacions de la malla.
L'animació d'esquelet és àmpliament utilitzada en les indústries relacionades amb l'animació com el cinema i els videojocs.